# Фёдоров, Леонид Григорьевич
Леонид Григорьевич Федоров (13 ноября 1941 — 12 декабря 1996, Первомайск) — украинский хозяйственный и советский деятель, директор Первомайского машиностроительного завода «Фрегат». Депутат Верховного Совета УССР 11-го созыва.

## Биография
В 1965 году окончил Харьковский авиационный институт имени Жуковского.
В 1965—1969 годах — мастер, заместитель начальника цеха Первомайского филиала Харьковского завода имени Дзержинского.
С августа 1969 года — директор Первомайского филиала Харьковского завода имени Дзержинского (затем — Первомайского машиностроительного завода).
В 1970 году вступил в КПСС.
До 1976 года — главный инженер Буйнакского агрегатного завода Дагестанской АССР РСФСР.
В 1976—1978 год — главный инженер завода «Точприбор».
В 1978—1996 год — директор Первомайского машиностроительного завода имени 60-летия СССР («Фрегат»).
Затем вышел на пенсию.

## Семья
Брат — Владимир (1939—2011).

## Награды
- Орден Октябрьской Революции;
- орден Трудового Красного Знамени (1970);
- Государственная премия СССР;
- медали;
- Заслуженный машиностроитель Украины;
- Почётный гражданин города Первомайск (2010, посмертно).